# Maxim's
Maxim's er en restaurant i Frankrigs hovedstad Paris, der ligger på rue Royale nr 3 i 8. arrondissement. Restauranten er kendt for sit Art Nouveau interiør. Den blev grundlagt i 1893, og i midten af 1900-tallet blev Maxim's betragtet som den mest berømte restaurant i verden.

## I populærkulturen
- Maxim's medvirkede i Franz Lehárs operette, Den glade enke fra 1905.
- Restauranten bliver nævnt i Jean Renoirs film La Grande Illusion fra 1937.
- To scener i musicalfilmen Gigi fra 1958 blev filmet på Maxim's.
- Restauranten bliver nævnt i en episoden "My Master, the Thief" fra 1966 i tv-serien I Dream of Jeannie.
- Restauranten bliver nævnt i tre episoder af Bewitched, "Paris Witches Style," "The Joker is a Card" o "Serena Stops the Show".
- Olsen-banden over alle bjerge (1981) har restauranten som et vigtigt omdrejningspunkt under Olsen-bandens besøg i byen.
- Restauranten bliver nævnt i sangen I Predict fra 1982 af Sparks.
- En scene i 1899 i Woody Allens film Midnight in Paris (2011) foregår på Maxim's.
- Restauranten optræder i en scene i filmen Sidney Sheldon's Bloodline, med Audrey Hepburn og Ben Gazzara.
- I filmen The Night of the Generals (1967) besøger Peter O'Toole, der spille en naziofficer under anden verdenskrig, Maims, go kalder den "en passende restaurant, meget ren".